# The Velvet Underground & Nico
The Velvet Underground & Nico е дебютният албум на американската рок група, издаден през март 1967 от Върв Рекърдс. С участието на немската певица Нико, Велвет Ъндърграунд записват албума през 1966 по времето на мултимедийното турне на Анди Уорхол Exploding Plastic Inevitable. Турнето придобива спорна популярност заради полемичните теми, които се разглеждат, като злоупотреба с наркотици, проституция, садомазохизъм и парафилия.
По време на издаването си, албумът е търговски неуспех и е почти изцяло игнориран от музикалните критици. В днешни дни The Velvet Underground & Nico е признат за един от най-великите и влиятелни албуми на всички времена. Заема 13 място в класацията на списание Ролинг Стоун Най-великите 500 албума на всички времена. През 2006 става част от националния регистър на музикалните записи на Библиотеката на Конгреса. През 1982 музикантът Браян Ино заявява, че въпреки първоначалните изкупени само 30 000 копия на плочата, всеки който я притежавал създал своя група. Музикалните жанрове със значително черпене на вдъхновение от албума са арт рок, пънк, гаражен рок, готик, инди рок и повечето алтернативни стилове.